# Louis-Charles-François Petit-Radel
Louis-Charles-François Petit-Radel (Parigi, 1756 – Parigi, 1836) è stato un archeologo francese.
Fratello dell'architetto Louis-François Petit-Radel, con cui spesso viene confuso, venne spinto in Italia dalla sua passione per l'archeologia. Le sue ricerche sulle mura ciclopiche e sui Nuraghe sardi risvegliarono la passione per queste antichità nel paese transalpino